# Prîșcepivka, Bratske
Prîșcepivka (în ucraineană Прищепівка) este un sat în comuna Kameano-Kostuvate din raionul Bratske, regiunea Mîkolaiiv, Ucraina.

## Demografie
Componența lingvistică a localității Prîșcepivka
     Ucraineană (94,74%)
     Română (3,51%)
     Rusă (1,75%)
Conform recensământului din 2001, majoritatea populației localității Prîșcepivka era vorbitoare de ucraineană (94,74%), existând în minoritate și vorbitori de română (3,51%) și rusă (1,75%).